# Luigi Cadorna
Luigi Cadorna (n. 4 septembrie 1850, Pallanza⁠(d), Verbania, Piemont, Italia – d. 21 decembrie 1928, Bordighera, Liguria, Italia) a fost un general italian activ în Primul Război Mondial. După intrarea Italiei în război în mai 1915, Cadorna a fost numit șef al statului major al Armatei Regale italiene, cu discreție aproape absolută în chestiunile militare. A coordonat campania ofensivă italiană de pe râul Isonzo, soldată cu 11 bătălii de-a lungul a doi ani, prin care au fost cucerite foarte puține teritorii. După ce a fost învins de forțele austro-germane în bătălia de la Caporetto în toamna lui 1917, a fost demis și înlocuit cu Armando Diaz.